# Phare d'Inishowen
Le phare d'Inishowen est un phare situé au bout de la péninsule d'Inishowen dans le Comté de Donegal (Irlande). Il marque l'entrée du Lough Foyle (l'estuaire de la rivière Foyle). Il est géré par les Commissioners of Irish Lights (CIL).

## Histoire
Le phare est une tour ronde de deux étages mesurant 22,5 m de haut, avec lanterne et petite galerie métallique. La partie inférieure, de 15 m, est en pierre de granit et fut construite en 1837 par l'ingénieur des Irish Lights George Halpin (en). La partie supérieure, de 7,5 m, est en fonte et date de 1871. Il est peint en blanc, avec deux bandes noires horizontales. Les maisons de gardiennage sont construites à côté. L'une sert encore de local technique, et les autres servent de résidences de vacances pour le personnel du CIL.
À l'origine, il y avait une deuxième tour de granit de 15 m, identique à la première, construite à 140 m à l'est. Celle-ci est devenue la lumière basse après que la tour d'ouest a été rehaussée en 1871. La tour est a été désaffectée en 1961 et la lanterne a été enlevée.
Il émet deux flashes toutes les dix secondes, blancs, rouges, ou verts selon les directions. Une corne de brume a fonctionné jusqu'en 2007. Le site est accessible par la route R241, à environ 5 km au nord-est de Greencastle. Le phare est situé sur Dungaree Point à 1 km (0.6 mi) au sud d'Inishowen Head, marquant l'entrée du Lough Foyle. La station est fermée, mais le phare peut être vu de l'extérieur de la clôture.